# Xoʻjayli
Xoʻjayli (karak. Xojeli; ros. Ходжейли, Chodżejli) – miasto w Uzbekistanie, w Karakałpacji, liczy ok. 101 tys. mieszkańców (2008).